# Otoglossum coronarium
Otoglossum coronarium là một loài thực vật có hoa trong họ Lan. Loài này được (Lindl.) Garay & Dunst. mô tả khoa học đầu tiên năm 1976.